# Tempestade subtropical Potira
A tempestade subtropical Potira foi a primeira de 2021 e a décima-terceira a se formar no litoral do Brasil desde que a Marinha do Brasil passou a nomear estes sistemas.
Em 17 de abril de 2021, a Climatempo informou em suas previsões que um ciclone subtropical podia se formar na costa de São Paulo e Rio de Janeiro entre a noite de sábado (17) e domingo (18). Segundo uma carta sinótica da Marinha do Brasil divulgada na tarde do dia 19, o ciclone evoluiu para uma depressão subtropical. Em 20 de abril, a tormenta acabara de obter o status de tempestade.
As rajadas de vento chegaram até 50 km/h entre Rio Grande do Sul e São Paulo e até 70 km/h entre o norte do Paraná e o extremo-sul do Espírito Santo. Potira também causou ressaca entre Santa Vitória do Palmar (RS) e Vitória (ES) com ondas de até 3 m de altura.
Um bombeiro, que era aluno do curso de salvamento marítimo e estava realizando o treinamento em alto mar desapareceu por causa da ressaca provocada pela tempestade.
Nos municípios de Balneário Camboriú e Florianópolis (SC), a agitação marítima provocada por Potira causou alagamentos em ruas e danos as calçadas. Os portos de Itajaí e Navegantes ficaram fechados por 3 dias. Não foram divulgados prejuízos econômicos ou materiais causados pelo ciclone.
Segundo uma carta sinótica da Marinha do Brasil, o ciclone não tinha mais características subtropicais e foi rebaixado para uma baixa comum no mar em 22 de abril. Este foi o ciclone mais longevo no Brasil desde o início das medições.
O núcleo se extinguiu completamente em 25 de abril de 2021.